# Escuela Mexicana de Pintura
La Escuela Mexicana de Pintura fue una corriente pictórica del arte de México, surgida de manera paralela al muralismo mexicano.
Desde tiempos del México Prehispánico existe la pintura como una de las artes más antiguas. Se reconoce el inicio de una nueva etapa en el Arte de la Pintura Mexicana llamada como "Escuela Mexicana de Pintura" a partir del año 1921, una vez que terminó el enfrentamiento de la Revolución Mexicana y se inicia la Restauración de una nueva sociedad con un régimen de construcción y organización Nacional.
Nace así la Escuela Mexicana de Pintura, a la cuál se le reconoce como la etapa del trabajo plástico de diferentes Pintores Mexicanos que representan en sus obras la expresión del México popular de su tiempo, plasmando sus ideas y visiones principales en Murales con permiso del Gobierno, con una marcada y opuesta diferencia en cada una de sus particulares obras pictóricas. Así surgió "El Muralismo".

## Historia
Al terminar la Revolución Mexicana, el presidente electo General Álvaro Obregón en 1920 nombró a José Vasconcelos como Secretario de Educación Pública con la encomienda de disminuir el analfabetismo del país, resultado de las guerrillas revolucionarias. Aunque Vasconcelos era un intelectual reconocido y respetado se enfrentó a que la mayor parte de la población era analfabeta pero por medio del arte encontró una solución al problema, ya que era idóneo para la restauración de la doctrina de la revolución. Para eso formó en México la primera escuela de arte en el continente americano, sus primeras clases se dieron con el nombre de" Las Tres Nobles Artes de San Carlos, y posteriormente se le llamo "La Academia de San Carlos", la cuál cerro 3 años y reabrió como "Escuela Nacional de Bellas Artes. En 1970 se conforma la Escuela Nacional de Artes Plásticas (ENAP), donde se forman en la Licenciatura de Artistas Visuales y Diseñadores de la Comunicación Visual. En 1943 nace la Escuela Nacional de Pintura, Escultura y Grabado "La Esmeralda", otra de las principales escuelas de pintura mexicana de aquellos años.
"El Muralismo" prácticamente abarcó medio siglo a partir de 1920. Por medio de un Gobierno revolucionario el Arte se plasmó y se inició la creación de murales en edificios públicos, donde empezaron a surgir ideales, señalando y denunciando a los explotadores del pueblo trabajador, de los campesinos y obreros.
Paralelo al movimiento Muralista, surge otro que es la pintura del caballete donde se agruparon artistas que coincidían mucho a los intereses del muralismo, conocido así como Escuela Mexicana de Pintura y Escultura. Llamada así por historiadores y críticos por referirse a una etapa específica de la producción plástica de los artistas nacionales y extranjeros que trabajaron en México desde los años veinte hasta fines de la primera mitad del siglo XX.  
Esta etapa del nuevo Arte Pictórico es reconocida como un movimiento que surgió paralelo al Muralismo Mexicano, tomando las obras de caballete que crearon pintores nacionales de la época:
- David Alfaro Siqueiros. 1896 - 1974 ( Expresionismo y Realismo Social, Muralismo Mexicano)..
- José Clemente Orozco. 1883 - 1949 ( Expresionismo, Realismo social. Arte Moderno, Muralismo Mexicano )
- Diego Rivera. 1886 - 1957 ( Arte Moderno, Muralismo Realismo social, Cubismo, Arte Naif ).

Además de otros pintores también mexicanos con técnicas variadas que van desde dibujos a lápiz, apenas esbozos, grabados en técnicas diversas, a pinturas al óleo, incluso carteles originales, y también bocetos de futuras grandes obras murales, tales como:
- Gerardo Murillo (Dr. Atl), 1875 - 1964 (Paisajista, Muralista).
- Wolfang Paalen, 1905 - 1959 (Vanguardista, Surrealismo, Expresionismo Abstracto).
- Alice Rahon (Francesa) 1904 - 1987 (Pintora surrealista)
- Vladimir Kibalchich (Vlady, Ruso - Mexicano), 1920 - 2005 (Dibujo, Acuarela, Óleo, Muralista, Litografía y Grabado).
- Antonio González Orozco
- Francisco Goitia
- José Guadalupe Posada
- Luis Nishizawa, 1918 - 2014 (Artista plástico, paisajista).
- Ignacio Rosas
- Roberto Montenegro, 1887 - 1968 (Pintor y Litógrafo).
- Pablo O´Higgins, 1904 - 1983 (Artista gráfico y Muralista).
- Rufino Tamayo. 1899 - 1991 (Expresionismo, Cubismo, Surrealismo, Modernidad)
- Leopoldo Méndez
- Jesús Guerrero Galván
- María Izquierdo Gutiérrez, 1902 - 1955 (Artista Plástica, Surrealista).
- Frida Kahlo, 1907 - 1954 (Surrealista, Arte Naif, Modernismo, Realismo Mágico, Autorretrato).
- Francisco Toledo, 1940 - 2019 (Artista plástico, Acuarela, Óleo, Litografía y grabado).
- José Luis Cuevas, 1934 - 2017 (Pintor, Dibujante y Grabador.).
- Leonora Carrington, 1917 - 2011 (Surrealista Contemporánea).
- Agustín Lazo, 1896 - 1971 (Pintor, Dibujante y Grabador).
- Remedios Varo, 1908 - 1963 (Surrealista, Pintura Metafísica).
- Juan Soriano, 1920 - 2006 (Artista plástico).
- Juan O´Gorman, 1905 - 1982 (Muralista).
- Saturnino Herrán. 1887 - 1918 (Muralista).
- Carmen Mondragón. 1893 - 1978 (Pintora y caricaturista)
- Raúl Anguiano, 1915 - 2006 (Muralista).
- Antonio Pintor Rodríguez, 1937 - 1988 (Muralista).
- Pedro Coronel Arroyo, 1923 - 1985 (Pintor, Dibujante, Grabador, post muralista Abstracto).
- Rafael Coronel Arroyo, 1931 - 2019(Pintura abstracta, Hiperrealista, técnica mixta sobre cartulina, Dibujo y Grabado).
- Manuel Felguerez, 1928 - 2020 (Muralista abstracto).
- Lilia Carrillo 1930 - 1970 (Arte abstracto, muralista).
- Gabriel Fernández Ledezma, 1900 - 1983 (Pintor Grabador, Artista plástico).
- Gunther Gerzso (Alemán - Mexicano), 1915 - 2000 (Artista plástico, Arte abstracto).
- Emilia Ortíz, 1917 - 2012 (Acuarela, dibujante y Caricaturista).
- Efraín Ordoñez, 1927 - 2011 (Pintor Contemporáneo y Abstracto, Vitrales, Óleo, Muralista).
- Genaro Pérez, (Muralista).
- Isabel Villaseñor, 1909 - 1953. (Grabadora y pintora)
- Miguel Covarrubias, 1904 - 1957. (Caricaturista, ilustrador, pintor)
- Rosa Rolanda, 1895/7 - 1970. (Bailarina, fotógrafa, pintora y vestuarista)
- José Chávez Morado, 1909 - 2002 (Pintor y grabador)
- Olga Costa, 1913 - 1993 (Pintora)
- Rosario Cabrera, 1901 - 1975 (Pintora y grabadora)
- Lola Cueto, 1897 - 1978 (Pintora, titiritera, grabadora)
- Germán Cueto, 1893 - 1975 (Pintor y escultor)
- Aurora Reyes, 1908 - 1985 (Pintora y muralista)

LAS TÉCNICAS DESTACADAS DEL ARTE PICTÓRICO:
1. - Esbozos
2. - Grabados
3. - Oleos
4. - Obra de caballete
5. - Obras Murales
6. - Paisajistas

### Artículos relacionados
Se mencionan Exposiciones, espacios, lugares y museos en los cuales se exhiben los máximos exponentes de la pintura en sus diversas expresiones ó corrientes pictóricas
Catálogos.- se consideran los documentos en los cuales se recopilan los pintores por técnica, corriente o escuela donde se publican los títulos de sus obras.
Temporales.- son los periodos en los que permanecen expuestas las obras en los espacios determinados
Permanentes.-serán las obras que subyacen en murales o museos
Artes Plásticas en México.- Existen en México demostraciones artísticas que datan de 7 mil 500 años con las pinturas rupestres en la Cueva de San Borjitos en Baja California Sur.

### Las corrientes más sobresalientes dentro de la pintura mexicana
El Movimiento Barroco. Data del siglo XVII y se caracterizó por las Obras Eclesiásticas
El Muralismo.- corriente de Pintores Que desarrollaron su arte en espacios proporcionados por autoridades en México post revolucionarios.
El Surrealismo.-Llega a México y encuentra en el país, la tierra fértil la fantasía mexicana
El Neo expresionismo.- a mediados del siglo XX se caracterizó por el arte abstracto por obras llenas de color pero sin el auge de las décadas anteriores.
Post Modernismo o Arte Contemporáneo.- Desde los 90 hasta la fecha.